# 쵸르바생쥐귀박쥐
쵸르바생쥐귀박쥐(Myotis csorbai)는 애기박쥐과 윗수염박쥐속에 속하는 박쥐이다. 네팔에서만 발견된다.

## 특징
꼬리 길이 33mm를 제외한 몸길이가 41mm인 작은 박쥐로 전완장은 34.8~37.5mm이고 발 길이는 14.8~15.8mm이다. 귀 길이는 15mm이다.

## 생태
동굴에 은신하며 먹이는 곤충이다.

## 분포 및 서식지
네팔 칼리쉬의 동굴에서만 알려져 있으며 네팔 중부 포카라 근처에서도 서식하는 것으로 추정된다. 아열대 이차림에서 서식한다.